# Associació Cristiana Vegetariana
La Christian Vegetarian Association (en català, Associació Cristiana Vegetariana) (CVA) és una organització internacional cristiana que promou un seguiment responsable de la creació de la seva divinitat a través d'una dieta vegetariana. Els seguidors de CVA advoquen per un vegetarianisme basat en la Bíblia, una perspectiva cristiana i una opció dietètica com una manera vàlida com una forma vàlida per donar testimoni del ministeri d'amor, pau, misericòrdia, i compassió de Crist.

## Descripció
La CVA encoratja els cristians a reduir o eliminar els productes d'origen animal com a part de la seva crida cristiana a ser bons seguidors de la creació de Déu. El CVA ofereix informació i recursos sobre el vegetarianisme a través de publicacions, campanyes i Internet. Posant en relleu les connexions entre les dietes basades en animals i la gana al món, el dany ecològic, el maltractament als animals i la malaltia humana, la CVA educa sobre les conseqüències socials, ecològiques, ètica, i els beneficis per a la salut d'una dieta vegetariana. En última instància, la CVA espera que quan els cristians pensin sobre fer decisions sobre els hàbits dietètics d'una manera informada, responsable, fidels, la gran majoria d'ells optaran per reduir substancialment o eliminar els productes d'origen animal de la seva dieta. En l'actualitat, la CVA compta amb més de 2.000 membres.
Segons el lloc web de CVA els seus escrits, la CVA és "un internacional, no confessional ministeri de creients dedicats a promoure respectuosament un mode de vida saludable, centrat en Crist i honrador de Déu, entre els cristians".
CVA advoca per dietes nutricionals basades en les plantes per a la comunitat cristiana global. A través de publicacions, pàgines web i campanyes d'informació orientades al públic, CVA educa la gent sobre el que ells senten són els avantatges per a la salut, el medi ambient i per als animals d'una dieta vegetariana, incloent una "actuació de les persones respectuosa en el tracte amb els animals, des d'una perspectiva bíblica". CVA també intenta "participar activament en la reconciliació amb la Creació que promet donar lloc al Regne Plàcid anunciat a la Bíblia".

## Història
La Christian Vegetarian Association va ser fundada el 1999 per Nathan Braun i Stephen H. Webb,
 professor de religió en el Braun College va organitzar una junta de professors respectats, teòlegs, i activistes representant una àmplia varietat d'orígens i perspectives. Ressonant amb molts cristians que veuen les seves dietes vegetarianes com a reflex de la seva fe, l'organització va créixer ràpidament.
El 2000, la CVA va produir seu primer edició de What Would Jesus Eat... Today? (en català, ¿Que hauria menjat Jesús... avui?). Aquest fullet ben rebut té una taxa anual de distribució d'aproximadament de 250.000 i ha estat objecte de diverses revisions i traduccions. L'edició en color de 2003 és un dels materials vegetarians més àmpliament traduïts i és disponible en anglès, castellà, portuguès, coreà, búlgar i moltes altres llengües. Inclou receptes, informació nutricional i una llista de recursos.
En 2002, el fundador de CVA Nathan Braun i el copresident i doctor en medicina Stephen R. Kaufman, van publicar la primera edició de Good News for All Creation: Vegetarianism as Christian Stewardship (que en català serien "Bones notícies per a tota la Creació: Vegetarianisme com una administració cristiana (2002: Vegetarian Advocates Press; 2004: Lantern Books). Durant 2003, CVA va planejar expandir el seu ministeri en diversos sentits, incloent una distribució més àmplia de "What Would Jesus Eat... Today? " en esglésies i esdeveniments cristians a nivell internacional, incrementant la visibilitat de publicacions de receptaris a través de programes d'educació en esglésies ("Is Your Church Veg-Friendly? "), i desenvolupar un major reconeixement dels cristians vegetarians a través d'etiquetes per a para-xocs, samarretes, gorres i altres articles de visualització. La campanya "What Would Jesus Eat...? " és coneguda també com a "Honoring God's Creation, "(en català, "Honrar la creació de Déu"), i està àmpliament disponible en línia i en versió impresa.

## Missió
1. Recolzar i encoratjar els vegetarians cristians a tot el món.
2. Compartir amb els cristians no-vegetarians com una dieta vegetariana pot afegir significat a la pròpia fe, ajuda a l'espiritualitat, i millorar la vida moral.
3. Ensenyar al món que una dieta basada en plantes representen un bon seguiment cristià per a tota la Creació de Déu.